# Go-Daigo
Go-Daigo (後醍醐天皇, Go-Daigo Tennō; Kyoto, 26 novembre 1288 – Nara, 19 settembre 1339) è stato il 96º imperatore del Giappone secondo il tradizionale ordine di successione.
Il suo regno ebbe inizio il 29 marzo 1318 e terminò il 18 settembre 1339. Il suo nome personale era Takaharu (尊治?, Takaharu).

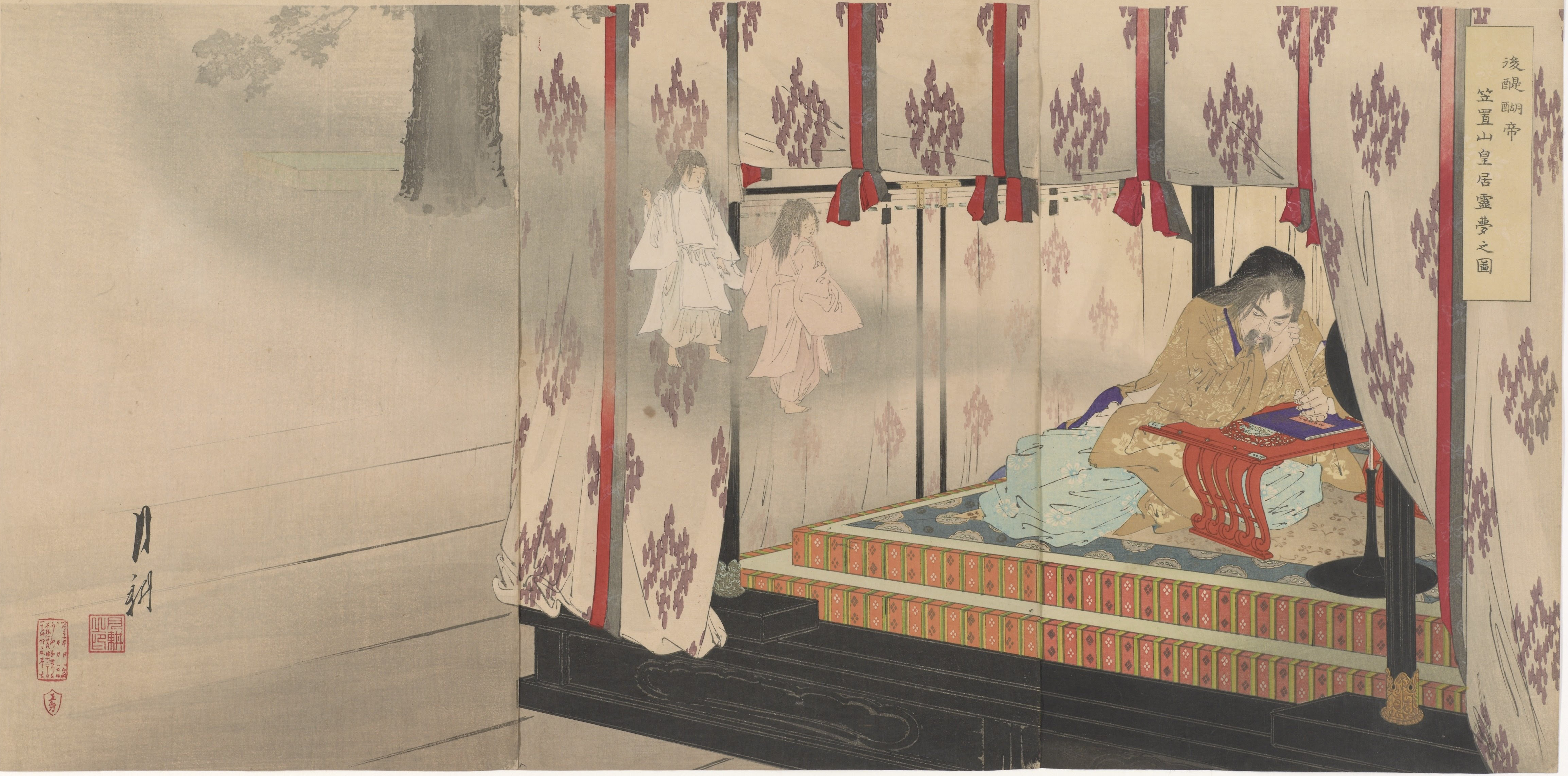
L'imperatore Go-Daigo sogna fantasmi nel suo palazzo a Kasagiyama. Stampa su legno di Gekko Ogata.

## Genealogia
Go-Daigo era il secondo figlio dell'imperatore Go-Uda.
Ebbe molti figli tra cui:
- Primo figlio: principe Moriyoshi o Morinaga (護良親王)
- Secondo figlio: principe Takayoshi (尊良親王)
- Terzo figlio: principe Muneyoshi (宗良親王)
- Quarto figlio: principe Tsunenaga o Tsuneyoshi (恒良親王)
- Quinto figlio: principe Norihito (法仁親王)
- Sesto figlio: principe Nariyoshi o Narinaga) (成良親王)
- Settimo figlio: principe Noriyoshi (義良親王), poi imperatore come Go-Murakami
- Undicesimo figlio: principe Kaneyoshi o Kanenaga (懐良親王).

## Nome
Tradizionalmente - fino al regno di Meiji (1867-1912) - all'imperatore veniva conferito un nome rituale postumo con cui essere ricordato e onorato nel tempo a venire, ma in modo inconsueto, Go-Daigo scelse personalmente questo nome e lo adottò ufficialmente.
Ispirandosi alla politica assolutista dell'imperatore Daigo - che aveva regnato dal 901 al 923 (era Engi) - ne volle adottare il nome anteponendovi il prefisso 後 go che significa successore.

## Biografia
Go-Daigo salì al trono nel 1318, a 29 anni, dopo l'abdicazione del cugino Hanazono. Nel 1324 pianificò segretamente il rovesciamento del governo di Morikuni, ultimo esponente dello shogunato Kamakura (bakufu Kamakura), ma venne scoperto dai suoi luogotenenti, i tandai Norisada e Sadayuki.
Altre sue trame contro lo shogunato vennero portate alla luce e sventate nel 1331, in occasione della guerra Genko, a causa del tradimento di un suo stretto collaboratore, Yoshida Sadafusa.
Nonostante il tradimento, Go-Daigo riuscì a fuggire con le insegne imperiali e si rifugiò nel castello di Kasagiyama, situato presso l'attuale città di Kasagi (Kyōto), predisponendone la difesa. Il castello venne assediato e cadde in mano alle truppe del shogunato che l'anno successivo insediarono sul trono un nuovo imperatore, Kogon, ed esiliarono Go-Daigo nella provincia insulare di Oki, lo stesso luogo in cui era stato imprigionato, nel 1221, l'imperatore Go-Toba.
Inaspettatamente, nel 1333, Go-Daigo riuscì a fuggire da Oki con l'aiuto di Nawa Nagatoshi e della sua famiglia e iniziò, quindi, a radunare un nuovo esercito presso il monte Funagami nella provincia di Hoki (presso l'attuale città di Kotoura, Tottori). Ashikaga Takauji, che era stato incaricato dallo shogunato di trovare e distruggere questo esercito, passò dalla parte di Go-Daigo e occupò la sede dei Rokuhara Tandai. Subito dopo, Nitta Yoshisada, che aveva radunato un esercito nelle province orientali, distrusse le forze del clan Hōjō mettendo fine al potere dello shogun.
Tornato a Kyoto, Go-Daigo si riprese il trono e diede inizio alla cosiddetta Restaurazione Kenmu: questo processo mirava apertamente alla restaurazione effettiva del potere imperiale che Go-Daigo voleva impostare sul modello della vicina Cina; il suo piano era quello di divenire il più potente signore dell'Oriente. Tra gli atti di maggiore rilevanza in questa direzione vi fu la nomina a shogun del suo primogenito Morinaga. Ma la politica dell'imperatore, caratterizzata da riforme impazienti, provvedimenti avventati e mancate ricompense, causò in breve tempo un forte malcontento soprattutto in seno alla classe dei samurai, che criticava le decisioni di Go-Daigo riguardo ai diritti sulle terre e si sentiva esclusa dalla gestione del potere.
Nel 1335 Ashikaga Takauji, che aveva condotto alcune campagne nelle province orientali senza il permesso dell'imperatore per sopprimere la ribellione di Takasendai, smise di appoggiare la Restaurazione. Per punire la sua insubordinazione Go-Daigo incaricò Nitta Yoshisada di marciargli contro con un esercito, ma Takauji ebbe la meglio sconfiggendolo nella battaglia di Takenoshita presso Hakone.
Nonostante questa prima vittoria le forze degli Ashikaga furono, di seguito, sconfitte da Kusunoki Masashige e Kitabatake Akiie. Takauji riparò nel Kyūshū da cui, dopo aver radunato un nuovo esercito, riprese la sua marcia verso Kyoto l'anno successivo.
Kusunoki Masashige propose all'imperatore una politica di riconciliazione con gli Ashikaga ma Go-Daigo rifiutò categoricamente il consiglio, e ordinò a lui e Yoshisada di distruggere definitivamente Takauji. L'armata imperiale fu però sconfitta nella storica battaglia di Minatogawa (湊川の戦い?, Minatogawa no tatakai).
Quando le truppe degli Ashikaga entrarono a Kyoto, Go-Daigo tentò la fuga rifugiandosi sul monte Hiei ma propose una riconciliazione a Takauji inviandogli addirittura le insegne imperiali come segno di buona fede. Takauji pose sul trono un nuovo imperatore, Kōmyō, dando vita ufficialmente al suo shogunato: iniziò così il periodo Muromachi che si sarebbe protratto fino al 1573.
In seguito, si scoprì che le insegne consegnate da Go-Daigo erano state falsificate. L'imperatore riuscì a fuggire da Kyoto e a rifugiarsi intorno alle montagne di Yoshino. In quel luogo, forte del prestigio delle regalie, fondò nel 1336 la Corte del Sud, dando inizio al cosiddetto "Periodo delle Corti del Nord e del Sud" meglio noto come Nanbokucho. Durante questo periodo, che durerà fino al 1392, le due corti si contenderanno il prestigio e diritto di governare.
Nel 1339 Go-Daigo morì di un male sconosciuto.

## Ere di regno
Sotto Go-Daigo vi furono otto ere di regno (gengo (元号?, gengō)), che con quelle dell'imperatore Go-Hanazono rappresentano il numero di ere più alto in un singolo regno di un imperatore giapponese; queste sono nell'ordine:
- Bunpō (文保), 3 febbraio 1317 - 28 aprile 1319
- Gen'ō (元応), 28 aprile 1319 - 23 febbraio 1321
- Genkō (元亨), 23 febbraio 1321 - 9 dicembre 1324
- Shōchū (正中), 9 dicembre 1324 - 26 aprile 1326
- Karyaku (嘉暦), 26 aprile 1326 - 29 agosto 1329
- Gentoku (元徳), 29 agosto 1329 - 9 agosto 1331
- Genkō (元弘), 9 agosto 1331 - 29 gennaio 1334
- Kemmu (建武), 29 gennaio 1334 - 29 febbraio 1336
- Engen (延元), 29 febbraio 1336 - 28 aprile 1340

## Rivali dellaCorte del Nord
- Kōgon
- Kōmyō